# Współczesna rodzina (sezon 3)
3 sezon serialu komediowego Współczesna rodzina został oryginalnie wyemitowany w USA przez stację ABC od 21 września 2011 roku do 23 maja 2012.
Podobnie jak poprzednie serie, 3. sezon zdobył nagrodę Emmy. Nagrodę zdobyli również Eric Stonestreet oraz Julie Bowen.

## Produkcja

### Ekipa
3. sezon został ponownie wyprodukowany przez 20th Century Fox Television i Lloyd-Levitan Productions, przy współpracy z pomysłodawcami serialu, Christopherem Lloydem oraz Stevenem Levitanem. Do zespołu scenarzystów dołączyła Cindy Chupack.

### Obsada
Pod koniec drugiego sezonu, pojawiły się spekulacje, iż producenci zmienią wiek Lily z niemowlaka na dziecko. W lipcu 2011, ogłoszono casting do roli córki Mitcha i Camerona. Casting wygrała Aubrey Anderson-Emmons, która od 3. sezonu wciela się w postać Lily.
- Ed O’Neill – Jay Pritchett
- Sofía Vergara – Gloria Delgado-Pritchett
- Julie Bowen – Claire Dunphy
- Ty Burrell – Phil Dunphy
- Jesse Tyler Ferguson – Mitchell Pritchett
- Eric Stonestreet – Cameron Tucker
- Sarah Hyland – Haley Dunphy
- Ariel Winter – Alex Dunphy
- Rico Rodriguez – Manny Delgado
- Nolan Gould – Luke Dunphy
- Aubrey Anderson-Emmons – Lily Tucker-Pritchett

Gościnnie w tym sezonie wystąpili:
- Tim Blake Nelson – Hank
- David Cross – Duane Bailey
- Samm Levine – Josh
- Jennifer Tilly – Darlene
- Leslie Mann – Katie
- Kevin Hart – Andre
- Don Lake – dr Sendroff
- Greg Kinnear – Tad
- Bobby Cannavale – Lewis
- Ellen Barkin – Mitzi Roth
- Barry Corbin – Merle Tucker
- Matt Prokop – Ethan
- Ernie Hudson – Miles
- Josh Gad – Kenneth
- Marc Vann – Stan

## Emisja w Polsce
Premiera 3. sezonu w Polsce nastąpiła 30 stycznia 2012 roku na kanale HBO Comedy. Emisję zakończono na 12. odcinku, 22 lutego. Emisję tych odcinków powtórzono, od 9 marca do 27 marca oraz od 11 czerwca do 4 lipca. Kolejne odcinki 3. sezonu emitowano od 9 lipca do 1 sierpnia. 3. sezon emitowano ponownie od 22 sierpnia do 24 września.
Od 14 lipca do 4 sierpnia 2012 roku, stacja HBO 2 wyświetliła odcinki 3. sezonu, rozpoczynając od 13. odcinka.
Od 3 października do 19 grudnia 2012, 3. sezon pokazała stacja Fox. Emisję powtarzano od 7 października do 22 grudnia 2012, od 21 sierpnia do 10 września 2013 oraz od 13 stycznia do 30 stycznia 2014 roku.

## Odcinki
- Ed O’Neill, Sofía Vergara, Julie Bowen, Ty Burrell, Jesse Tyler Ferguson, Eric Stonestreet, Sarah Hyland, Nolan Gould oraz Rico Rodriguez pojawiają się we wszystkich odcinkach tego sezonu.
- Ariel Winter jest nieobecna przez 2 odcinki.
- Aubrey Anderson-Emmons jest nieobecna przez 3 odcinki.

| № | #  | Tytuł                                                    | Reżyseria       | Scenariusz                                   | Premiera             | Premiera         |
| --- | -- | -------------------------------------------------------- | --------------- | -------------------------------------------- | -------------------- | ---------------- |
| 49 | 1  | Ranczo Dude Ranch                                        | Jason Winer     | Paul Corrigan, Brad Walsh, Dan O'Shannon     | 21 września 2011     | 30 stycznia 2012 |
| Jay z rodziną lecą na wakacje do Jackson's Hole. Jayowi nie podoba się, że Gloria jest podrywana przez jednego z kowboi. Claire stara się być milsza dla Dylana. Alex jest podrywana przez miejscowego chłopaka. Cameron i Mitchell zastanawiają się nad adopcją chłopca. Dylan oświadcza się Haley, ale Claire im przerywa. Chłopak postanawia zostać na ranczu. Gościnnie: Tim Blake Nelson |    |                                                          |                 |                                              |                      |                  |
| 50 | 2  | Kiedy dzieci robią się niegrzeczne When Good Kids Go Bad | Michael Spiller | Jeffrey Richman                              | 28 września 2011     | 31 stycznia 2012 |
| Mitchell i Cameron planują urządzić rodzinną kolację, aby ogłosić wszystkim, że postanowili adoptować kolejne dziecko. Jednak uświadamiają sobie, że Lily nie chce innego dziecka w domu. Manny zostaje oskarżony o kradzież. Jay postanawia odkryć prawdę. Claire stara się udowodnić swojej rodzinie, że dosyć często ma rację w wielu sprawach. |    |                                                          |                 |                                              |                      |                  |
| 51 | 3  | Phil na linie Phil on Wire                               | Jason Winer     | Bianca Douglas, Danny Zuker                  | 28 września 2011     | 1 lutego 2012    |
| Gloria jest zdenerwowana zażyłością między Jayem a psem, Stellą. Cameron postanawia przejść na dietę. Mitchell postanawia go wesprzeć i przejść na dietę razem z nim. Pod wpływem obejrzanego programu, Phil postanawia spełnić swoje marzenie i przejść się po linie. Haley i Alex dostają się na te same zajęcia. Między siostrami dochodzi do spięć, które próbuje załagodzić Claire. Gościnnie: Justin Kirk |    |                                                          |                 |                                              |                      |                  |
| 52 | 4  | Pukanie do drzwi Door to Door                            | Chris Koch      | Bill Wrubel                                  | 5 października 2012  | 6 lutego 2012    |
| Gloria gubi Stellę. Cameron pomaga jej w poszukiwaniach. Manny musi sprzedać papier do pakowania prezentów, na cele szkolne. Jay zamierza mu pomóc. Claire próbuje zebrać podpisy od mieszkańców osiedla, w celu ustawienia znaku na niebezpiecznym skrzyżowaniu. Phil i Luke próbują nakręcić film wideo, który potem chcą umieścić w Internecie. Gościnnie: David Cross |    |                                                          |                 |                                              |                      |                  |
| 53 | 5  | Wypadek Hit and Run                                      | Jason Winer     | Elaine Ko                                    | 12 października 2011 | 7 lutego 2012    |
| Claire i Phil spotykają się z radnym miasta, który nie zrobił nic w sprawie znaku na skrzyżowaniu. Claire postanawia kandydować na radną. Phil deklaruje, że zajmie się dziećmi, co nie kończy się dobrze. Samochód wjeżdża w auto Mitchella i Camerona. Następnie, kierowca ucieka z miejsca. Cameron chce jechać za nim, ale Mitch jest przeciwny. Gloria stara się pomóc Jayowi, Manny'emu i Claire, gdyż uważa, że ma rozwiązanie na każdy problem. Haley wpada w kłopoty finansowe, kiedy postanawia załatwić sobie fałszywy dowód osobisty. Gościnnie: David Cross                                                                         |    |                                                          |                 |                                              |                      |                  |
| 54 | 6  | Naprzód Ryczące Żaby! Go Bullfrogs!                      | Scott Ellis     | Abraham Higginbotham                         | 19 października 2011 | 8 lutego 2012    |
| Phil zabiera Haley na swój stary uniwersytet, by pokazać jej, że na studiach można się świetnie bawić. Claire podrzuca Luke'a do znajomej, a sama namawia Mitchella i Camerona, aby zabrali ją na imprezę do znajomych gejów. Jay i Gloria obawiają się o szybkie dorastanie Manny'ego do pewnych spraw. |    |                                                          |                 |                                              |                      |                  |
| 55 | 7  | Domek na drzewie Treehouse                               | Jason Winer     | Steven Levitan                               | 2 listopada 2011     | 13 lutego 2012   |
| Gloria namawia Jaya, by poszli z przyjaciółmi na wieczór tańca salsy. Jay, którego ciężko namówić do aktywności, odmawia. Prosi jednak Manny'ego, by nauczył go tańczyć. Cameron wygrywa zakład i zdobywa numer telefonu dziewczyny poznanej w barze. Phil buduje dla Luke'a domek na drzewie. Claire pomaga Haley w zdobyciu materiału do swojego wypracowania. Gościnnie: Chazz Palminteri, Jennifer Tilly, Leslie Mann |    |                                                          |                 |                                              |                      |                  |
| 56 | 8  | Po pożarze After the Fire                                | Fred Savage     | Danny Zuker                                  | 16 listopada 2011    | 14 lutego 2012   |
| Rodzina Jaya angażuje się w pomoc dla sąsiadów, którym spłonął dom. Gdy Jay nadwyręża się, Phil oferuje mu masaż. Cameron próbuje udowodnić wszystkim, że może poprowadzić ciężarówkę. Manny i Luke gubią zabawkę przeznaczoną dla ich kolegi. Claire jest zazdrosna o relacje Mitchella i Glorii. |    |                                                          |                 |                                              |                      |                  |
| 57 | 9  | Konkurs rzutów dynią Punkin Chunkin                      | Michael Spiller | Ben Karlin                                   | 23 listopada 2011    | 15 lutego 2012   |
| Dawny sąsiad Dunphych odwiedza ich po latach. Jest bogaty i odnosi sukcesy, co przypisuje Philowi. Ten dochodzi do wniosku, że Claire niszczy jego marzenia. Jay uważa, że Manny'emu potrzebne są słowa krytycyzmu. Mitchell zastanawia się, czy opowieści Camerona z dzieciństwa są prawdziwe. Haley i Alex próbują ukryć fakt, że uszkodziły samochód. |    |                                                          |                 |                                              |                      |                  |
| 58 | 10 | Ekspresowe Boże Narodzenie Express Christmas             | Michael Spiller | Cindy Chupack                                | 7 grudnia 2011       | 20 lutego 2012   |
| W grudniowy, słoneczny dzień, rodzina zbiera się przy basenie Jaya. Uświadamiają sobie, że każdy ma już plany na Święta i widzą się po raz ostatni. Phil proponuje, aby urządzili ekspresowe święta tego dnia. Mitchell, Alex i Lily zajmują się choinką, Jay i Cameron pakują prezenty, Gloria i Luke zajmują się aniołem, który zrobiła mama Claire i Mitchella, Claire i Haley robią zakupy, a Phil i Manny jadą do sklepu spożywczego. |    |                                                          |                 |                                              |                      |                  |
| 59 | 11 | Zapas na całe życie Lifetime Supply                      | Chris Koch      | Jeffrey Richman, Bill Wrubel                 | 4 stycznia 2012      | 21 lutego 2012   |
| Phil przeczuwa najgorsze, kiedy dzwoni jego lekarz. Glorię prześladuje sen o czarnej myszy. Javier zabiera Manny'ego na wyścigi konne. Jay udaje się z nimi. Kiedy Mitchell otrzymuje nagrodę za zasługi w pracy, między nim a Cameronem tworzy się rywalizacja o to, kto osiągnął więcej. Gloria uczy Haley hiszpańskiego. Gościnnie: Benjamin Bratt, Philip Baker Hall |    |                                                          |                 |                                              |                      |                  |
| 60 | 12 | Kapsuła na jajko Egg Drop                                | Jason Winer     | Paul Corrigan, Brad Walsh                    | 11 stycznia 2012     | 22 lutego 2012   |
| Manny i Luke mają zrobić szkolny projekt. Jay i Claire postanawiają włączyć się i pomóc swoim dzieciom. Gloria i Haley pomagają Philowi w jego prezentacji. Cameron i Mitchell szukają matki zastępczej. |    |                                                          |                 |                                              |                      |                  |
| 61 | 13 | Lekko ocenzurowane Little Bo Bleep                       | Chris Koch      | Cindy Chupack                                | 18 stycznia 2012     | 9 lipca 2012     |
| Phil i dzieci przygotowują Claire do jej debaty wyborczej z radnym Bailey'em. Lily zaczyna przeklinać. Cameron i Mitchell próbują ją tego oduczyć, zanim pojadą na ślub znajomych. Jay obwinia Glorię o dziwne zachowanie Stelli, która ciągle wskakuje do basenu. Gościnnie: David Cross |    |                                                          |                 |                                              |                      |                  |
| 62 | 14 | Zazdrość nie jest w moim stylu Me? Jealous?              | Michael Spiller | Ben Karlin                                   | 8 lutego 2012        | 10 lipca 2012    |
| Claire i Phil angażują Haley w wolontariat. Cameron i Mitchell zamieszkują u Jaya i Glorii, kiedy ich dom przechodzi dezynfekcję. Cam i Gloria zaczynają rywalizować ze sobą. Manny próbuje ich pogodzić. Claire przekonuje Phila, że jego nowy klient zachowuje się niewłaściwie w stosunku do niej. Gościnnie: Greg Kinnear, Phil Hendrie |    |                                                          |                 |                                              |                      |                  |
| 63 | 15 | Ciocia mama Aunt Mommy                                   | Michael Spiller | Abraham Higginbotham, Dan O'Shannon          | 15 lutego 2012       | 11 lipca 2012    |
| Phil sprzedaje dom znajomym Mitchella i Camerona. Cameron, Mitchell, Phil i Claire świętują. Podczas wspólnej kolacji, pijana Claire proponuje, że zostanie dawczynią jajeczek dla dziecka brata. Jay uważa, że Manny'emu potrzebny jest sport, a nie kolejne popołudnie z Glorią. |    |                                                          |                 |                                              |                      |                  |
| 64 | 16 | Dziewicze terytorium Virgin Territory                    | Jason Winer     | Elaine Ko                                    | 22 lutego 2012       | 16 lipca 2012    |
| Luke i Manny są zazdrośni o Lily, która przyciąga uwagę całej rodziny. W ich pułapkę wpada jednak Cameron, którzy przewraca się i w efekcie ląduje na kanapie Dunphych. Mitchell wyznaje ojcu co naprawdę zdarzyło się przed laty, co rujnuje jeden z ważniejszych momentów z gry w golfa Jaya. Gloria próbuje zaprzyjaźnić się z Claire i idzie z nią na jogę. Phil dowiaduje się, że Haley nie jest już dziewicą. Cameron próbuje odnaleźć miskę, którą pożyczyła Claire, a której nie oddała. |    |                                                          |                 |                                              |                      |                  |
| 65 | 17 | Dzień przestępny Leap Day                                | Gail Mancuso    | Danny Zuker                                  | 29 lutego 2012       | 17 lipca 2012    |
| 29 lutego. Claire organizuje zajęcia z trapezu dla siebie, Phila, dzieci i Manny'ego. Niestety, Clarie, Alex i Haley przechodzą okres. W tym dniu są również urodziny Camerona. Mitchell planuje dla niego niespodziankę. Jay i Gloria wybierają się na mecz w barze. |    |                                                          |                 |                                              |                      |                  |
| 66 | 18 | Pożegnanie klauna Send Out the Clowns                    | Steven Levitan  | Steven Levitan, Jeffrey Richman, Bill Wrubel | 14 marca 2012        | 18 lipca 2012    |
| Umiera mentor Camerona ze szkoły klaunów. Na pogrzebie pojawia się były partner Camerona, który liczy na odtworzenie duetu klaunów. Phil rywalizuje z Mitzi Roth o klientów. Z pomocą przychodzi mu Luke. Jay i Gloria zaczynają się zastanawiać, dlaczego najpopularniejszy chłopak ze szkoły zaprzyjaźnił się z Manny'm. Claire chce, aby Alex i Haley zaakceptowały ją na Facebooku. Gościnnie: Ellen Barkin, Bobby Cannavale |    |                                                          |                 |                                              |                      |                  |
| 67 | 19 | Dzień wyborów Election Day                               | Bryan Cranston  | Ben Karlin                                   | 11 kwietnia 2012     | 23 lipca 2012    |
| Dzień wyborów. Rodzina wspiera Claire i pomaga jej. Niestety, od początku dnia pech prześladuje Claire. Najpierw wypada jej ząb. Po szybkiej wizycie u dentysty, zostaje uderzona mikrofonem, tuż przed wywiadem w radiu. Tymczasem Jay nie może zagłosować na córkę, gdyż w komisji pracuje jego była partnerka, którą porzucił przed laty bez wyjaśnienia. Mitchell i Cameron postanawiają wykorzystać samochód wyborczy z megafonem do własnych celów. Phil chce zdobyć dla żony jak najwięcej głosów, ale zamiast tego, zajmuje się sąsiadem, panem Kleezakiem. Haley czeka na wiadomość o przyjęciu na studia. Gościnnie: Philip Baker Hall |    |                                                          |                 |                                              |                      |                  |
| 68 | 20 | Żegnaj, Walt The Last Walt                               | Michael Spiller | Dan O'Shannon, Paul Corrigan, Brad Walsh     | 18 kwietnia 2012     | 24 lipca 2012    |
| Claire i Phil muszą powiedzieć Luke'owi, że zmarł zaprzyjaźniony z nim sąsiad, pan Kleezak. Claire martwi się jego wyjątkowo spokojną reakcją. Haley chce zorganizować imprezę przy basenie Jaya i Glorii. Postanawia, że to Manny będzie ich pilnował. Jay i Gloria wybierają się na kolację do Mitcha i Cama, gdyż przyjeżdża ojciec Camerona, Merle. Jay próbuje uniknąć kolacji. Phil uświadamia sobie, że zaniedbywał Alex. Postanawia nadrobić z nią stracony czas. Gloria martwi się o Manny'ego, który jest zbyt poważny jak na swój wiek. Gościnnie: Barry Corbin                                                                       |    |                                                          |                 |                                              |                      |                  |
| 69 | 21 | Samoloty, pociągi i samochody Planes, Trains and Cars    | Michael Spiller | Paul Corrigan, Brad Walsh                    | 2 maja 2012          | 25 lipca 2012    |
| Przyjaciel Phila, Andre, namawia go, by kupił droższy samochód niż zamierzał. Claire przyjmuje to z wyjątkowym spokojem. Cameron i Mitchell gubią ulubioną zabawkę Lily. Jay, Gloria i Manny wybierają się do starej szkoły Jaya, gdzie ma odbyć się zjazd absolwentów. Pojawiają się jednak pewne przeszkody w podróży. Claire gubi kluczyki od nowego samochodu. |    |                                                          |                 |                                              |                      |                  |
| 70 | 22 | Disneyland                                               | James Bagdonas  | Cindy Chupack                                | 9 maja 2012          | 30 lipca 2012    |
| Cała rodzina wybiera się do Disneylandu. Claire zaprasza bratanka swojej przyjaciółki, Ethana, aby zeswatać go z Haley. Okazuje się, że w Disneylandzie pracuje Dylan, były chłopak Haley. Alex zaczyna interesować się Ethanem. Mitchell i Cameron próbują powstrzymać Lily od ciągłego uciekania im. Z pomocą przychodzi im Jay. Phil jest zachwycony, że spędzi czas z Lukiem, jednak z trudem nadąża za synem. |    |                                                          |                 |                                              |                      |                  |
| 71 | 23 | Żywy obraz Tableau Vivant                                | Gail Mancuso    | Elaine Ko,Jeffrey Richman, Bill Wrubel       | 16 maja 2012         | 31 lipca 2012    |
| Phil nie wie jak najłagodniej zwolnić Mitchella z jego pół-etatowej pracy. Cameron i Claire mają różne opinie na temat uczenia dzieci dyscypliny. Luke zamierza przyjąć medal za ugaszenie pożaru, który sam wzniecił. Gloria i Jay kłócą się przy wyborze lunchu. Rodzina pomaga Alex w stworzeniu żywego obrazu Normana Rockwella, Freedom from want. |    |                                                          |                 |                                              |                      |                  |
| 72 | 24 | Dziecko na pokładzie Baby on Board                       | Steven Levitan  | Abraham Higginbotham                         | 23 maja 2012         | 1 sierpnia 2012  |
| Cameron i Mitchell dowiadują się, że wkrótce urodzi się dziecko, na które czekali. Zabierają ze sobą Glorię, która ma pełnić rolę tłumacza. Jednak na miejscu spotyka ich rozczarowanie. Jay i Manny zajmują się Lily. Alex wybiera się na bal szkolny. Haley zamierza ujawnić rodzicom swoje plany na przyszłość podczas kolacji z Dylanem. Gloria odkrywa, że jest w ciąży. |    |                                                          |                 |                                              |                      |                  |